# S-tog
Le S-tog (ou S-train) est le réseau ferroviaire express régional de l'agglomération de Copenhague, au Danemark. Comparable aux S-Bahn allemand et au RER parisien, il assure la liaison entre le centre-ville et les principales communes périphériques telles que Hillerød, Køge ou Frederikssund. Exploité par DSB et s'étendant sur 170 km de voies doubles, il dessert 87 stations. Le S-tog transporte quotidiennement plus de 350 000 voyageurs et s'intègre pleinement au reste du réseau de transport public de la capitale, notamment au métro de Copenhague, aux lignes de bus et aux bateaux-bus, via un système tarifaire unifié.

## Lignes
Au fil du temps, le plan de circulation et le réseau de lignes du S-tog ont été modifiés à plusieurs reprises, en lien avec l’ouverture de nouvelles sections et l’évolution des besoins des usagers. 
Le réseau en vigueur depuis le 11 décembre 2022 comprend six lignes en service en semaine pendant la journée (A, B, C, E, F et H), auxquelles s’ajoute la ligne Bx durant l’heure de pointe du matin. 
Les lignes A, Bx, C et E sont semi-directes et ne marquent pas l’arrêt à toutes les stations, contrairement aux lignes B, F et H. 
En soirée ainsi que durant toute la journée du samedi et du dimanche, seules les lignes A, B, C et F circulent, avec desserte de toutes les stations. Le service s’étend approximativement de 5 h 00 à 0 h 30, avec un début retardé d’une heure les week-ends et jours fériés, et une fin prolongée d’une heure les vendredis et samedis soir.

### Lundi au vendredi, en journée
| Ligne      | Desserte                                  | Fréquence (min) | Commentaires                                                                                                   |
| ---------- | ----------------------------------------- | --------------- | --- |
| (S-tog A)  | Hundige – København H – Hillerød          | 10              | Sans arrêt entre Hellerup et Lyngby et entre Lyngby et Holte.                                                  |
| (S-tog B)  | Høje Taastrup – København H – Farum       | 10              | |
| (S-tog Bx) | Høje Taastrup – København H – Buddinge    | (20)            | Uniquement aux heures de pointe et pas pendant les semaines 27 à 32. Sans arrêt entre Glostrup et Danshøj.     |
| (S-tog C)  | Frederikssund – København H – Klampenborg | 10              | Sans arrêt entre Husum et Vanløse et entre Flintholm et Valby. Un train sur deux s'arrête à Vinge et Kildedal. |
| (S-tog E)  | Køge – København H – Holte                | 10              | Sans arrêt entre Ishøj et København Syd.                                                                       |
| (S-tog F)  | København Syd – Flintholm – Hellerup      | 5               | |
| (S-tog H)  | Ballerup – København H – Østerport        | 20              | |

### Soir, samedi, dimanche et nuits suivant vendredi et samedi
| Ligne     | Desserte                                  | Fréquence jour/soir/nuit (min) | Commentaires                                      |
| --------- | ----------------------------------------- | ------------------------------ | ------------------------------------------------- |
| (S-tog A) | Køge – København H – Hillerød             | 10/20/30                       |                                                   |
| (S-tog B) | Høje Taastrup – København H – Farum       | 10/20/30                       |                                                   |
| (S-tog C) | Frederikssund – København H – Klampenborg | 10/20/30                       | Sans arrêt à Vinge et à Kildedal pendant la nuit. |
| (S-tog F) | København Syd – Flintholm – Hellerup      | 10/10/30                       |                                                   |